# Ksenija Kantoci
Ksenija Kantoci (Trebinje, 9. srpnja 1909. − Zagreb, 6. rujna 1995.) bila je hrvatska  kiparica.

## Životopis
Rođena je u Trebinju 9. srpnja 1909. godine. Pučku školu je završila u rodnome gradu. Srednju školu polazila je u Zagrebu. Od 1928. do 1932. godine radila je u Narodnoj banci. Od 1933. studirala je na Akademiji likovnih umjetnosti u Zagrebu te je diplomirala 1937. godine u klasi Roberta Frangeša Mihanovića. Učila je crtanje kod Ljube Babića i modeliranje glave (kiparstvo) kod Frane Kršinića. Kod Ive Kerdića studirala je medaljarstvo. 1938. godine boravila je u Parizu na studijskom usavršavanju. Od 1950. do 1951. godine bila je profesorica na Akademiji za primijenjenu umjetnost u Zagrebu. Od 1952. godine djeluje kao slobodna umjetnica. Tijekom života ostvarila je bogati umjetnički opus. Razvila je slobodnije oblikovanje ljudskog lika, s izrazitim osjećajem za materijal, poglavito drvo. U svom stvaralaštvu podudarna je bila s akademskim slikarom Franom Šimunovićem koji joj je bio i suprug od 1951. Izgradila je osebujan opus kojim se jasno izdvojila unutar hrvatskog kiparstva. Ostvarila je bogat opus jezgrovitih oblika malih dimenzija. Izlagala je samostalno u Zagrebu, Rijeci, Splitu, Čakovcu, Gornjoj Stubici, Pragu, Brnu i Mainzu. Izlagala je i na skupnim izložbama i to na prvoj godišnjoj izložbi hrvatskih umjetnika u Zagrebu 1940. godine i na izložbi Hrvatski umjetnici u NDH (Zagreb 1942. – 1944.). Izlagala je i na izložbi Hrvatska umjetnost u Berlinu 1943. godine. Djela su joj izlagana i posmrtno u Zagrebu 1996. godine: "125 vrhunskih djela hrvatske umjetnosti", Moderna galerija. Za svog života darovala je Modernoj galeriji u Zagrebu 20 skulptura i četiri crteža. Preminula je 6. rujna 1995. u Zagrebu i pokopana je na zagrebačkom groblju Mirogoju.

## Izbor iz djela
- spomen-ploča Mariji Jambrišak, 1939., Zagreb
- glava djevojke, bronca, 1940., Zagreb
- portret, sadra, 1940., Zagreb
- Kata Pejnović, bronca, 1949., Zagreb
- glava djeteta, bronca, 1955., Gliptoteka HAZU
- glava pastirice, drvo, 1958., MSU Beograd
- beračica, terakota, 1944., Gliptoteka HAZU
- žena, bronca, 1955., Zagreb
- figura seljanke, terakota, 1955., MUO
- glava ovna, drvo, 1957., MG
- figura, drvo, 1962., MG
- otočanke, drvo, 1972., MG
- jahačica, bronca, 1980., MSUZ
- Orfej, terakota, 1976., MSUZ
- dimnjak, drvo, 1983., MG
- Isus pada pod križem, drvo, 1972., zbirka plehanskog samostana
- reljef za spomen-grobnicu u Ogulinu, 1948.

## Nagrade
- Nagrada Grada Zagreba 1960.
- Nagrada Vladimir Nazor za životno djelo 1985.

## Ostavština
U novozagrebačkom naselju Središće nalazi se ulica nazvana po njoj.